# Clivus
Clivus  sau clivusul lui Blumenbach (Clivus) este un șanț larg concav transversal înclinat aflat pe fața endocraniană a porțiunii bazilare a osului occipital și pe corpul osului sfenoid, și se extinde de la spătarul șeii (Dorsum sellae) până la gaura occipitală (Foramen magnum). Clivusul adăpostește bulbul, puntea și artera bazilară (Arteria basilaris).